# 마치에이 리부스
마치에이 리부스(폴란드어: Maciej Rybus, 1989년 8월 19일 ~ )는 폴란드의 축구 선수로, 러시아 프리미어리그의 FC 스파르타크 모스크바에서 레프트 백으로 뛰고 있다.